# Тюрингер Валд
Тюрингер Валд или Тюрингска гора (на немски: Thüringer Wald) е ниска планина, простираща се от запад-северозапад на изток-югоизток на протежение около 100 km в Германия, провинции Тюрингия и Бавария. На югоизток ниска седловина (около 600 m н.в.) я отделя от масива Франконска гора, на югозапад долината на река Вера – от масива Рьон, а на северозапад долината на река Хьорзел (десен приток на Вера) от хълмистата област Хайних. Планината представлява типичен хорст с къси и стръмни югозападни и дълги и полегати североизточни склонове. Изградена е предимно от гнайси, гранити, порфири и шисти и е силно разчленена от дълбоки речни долини. Максимална височина връх Гросер Берберг (983 m), издигащ се в централната ѝ част. Тюрингер Валд се явява главен вододел между водосборните бадейни на реките Елба, Везер и Рейн. На североизток към басейна на Елба тикат реките Шварца, Ричне, Илм, Гера, Апфелщет и др., на югозапад – реките Вера (дясна съставяща на Везер) и нейните десни притоци Ерле, Хозел, Зул, Хьорзел и др., а на юг – реките Хаслах, Иц и др. от басейна на Майн (десен приток на Рейн). Големи пространства от планината са обрасли със смърчови, елови и борови гори, а на югозападния му склон е образуван резервата Весертал. В подножията ѝ са разположени градовете Зонеберг, Хилдбургхаузен, Зул, Шмалкалден, Илменау и др.